# Cracul Găioara
Cracul Găioara este o arie protejată de interes național ce corespunde categoriei a IV-a IUCN (rezervație naturală de tip botanic) situată în județul Mehedinți, pe teritoriul administrativ al orașului Drobeta Turnu-Severin.

## Localizare
Aria naturală  se află în extremitatea sud-estică a Parcului Național Porțile de Fier, pe teritoriul vestic al satului Dudașu Schelei, în partea sud-vestică a județului Mehedinți (în Podișul Getic, pe malul stâng al Dunării în Munții Almăjului și Locvei), lângă drumul național DN6 care leagă municipiul Drobeta Turnu-Severin de orașul Caransebeș.

## Descriere

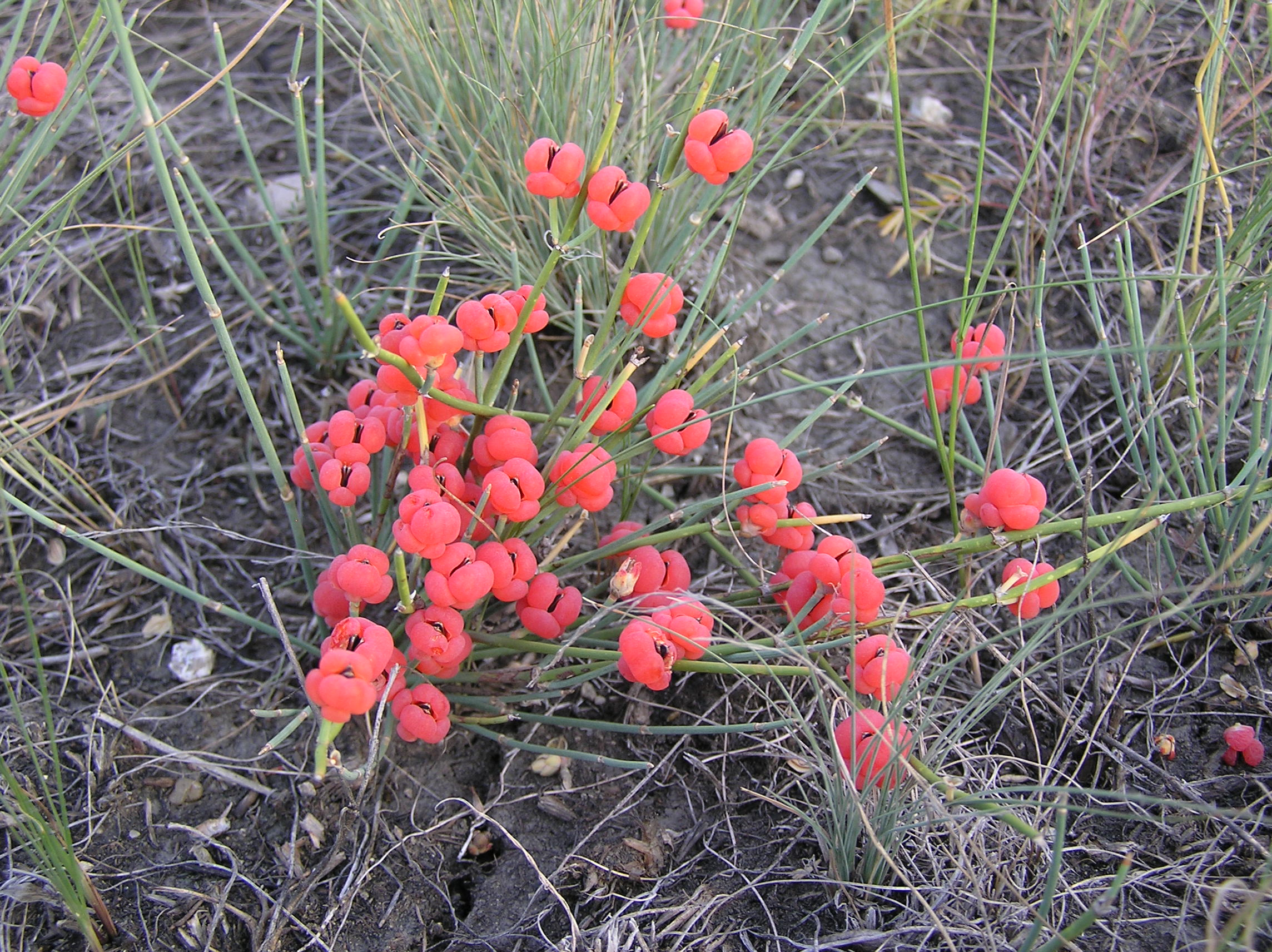
Cârcel (Ephedra distachya)

Rezervația naturală  a fost declarată arie protejată prin Legea Nr.5 din 6 martie 2000, publicată în Monitorul Oficial al României, Nr. 152 din 12 aprilie 2000 (privind aprobarea Planului de amenajare a teritoriului național - Secțiunea a III-a - zone protejate) și se întinde pe o suprafață de 5 hectare. 
Aria protejată este inclusă în Parcul Natural Porțile de Fier și reprezintă o zonă naturală cu rol de protecție pentru mai multe specii floristice (relicte terțiare) rare, printre care: cârcel (Ephedra distachya), unghia ciutei (Ceterach officinarum), garofițe din speciile Dianthus banaticus și Dianthus variciorovensis, sipică (Cephalaria uralensis var. multifida), lăptiucă (Scorzonera lanata), colilie (Stipa danubialis) sau pesmă (Centaurea atropurpurea), unele aflate pe Lista roșie a IUCN.